# Эртель, Виктор Иванович
Виктор Иванович Эртель (1833—1895) — генерал-лейтенант, участник русско-турецкой войны 1877—1878 годов.

## Биография
Родился 11 ноября 1833 года. Образование получил в Павловском кадетском корпусе, Образцовом полку и Елисаветградском офицерском кавалерийском училище. Выпущен 26 мая 1849 года корнетом.
Служил в Харьковском уланском полку и последовательно получил чины поручика (5 апреля 1851 года), штабс-ротмистра (12 ноября 1857 года), ротмистра (26 января 1860 года), майора (24 июня 1863 года) и подполковника (27 марта 1867 года), командовал в полку эскадроном и дивизионом.
18 января 1870 года Эртель был назначен начальником Тверского кавалерийского юнкерского училища и 13 июня 1870 года получил чин полковника.
27 июня 1875 года Эртель получил в командование 4-й уланский Харьковский полк, во главе которого в 1877—1878 годах находился в Болгарии и принимал участие в русско-турецкой войне. Сражался под Плевной и за сражение 19 августа 1877 года он 8 декабря был награждён золотой саблей с надписью «За храбрость».
13 июня 1881 года Эртель был произведён в генерал-майоры и назначен командиром 1-й бригады 5-й кавалерийской дивизии. С 7 августа 1883 года являлся начальником 3-й бригады кавалерийского запаса.
1 апреля 1893 года Эртель был произведён в генерал-лейтенанты с увольнением от службы за болезнью, с мундиром и пенсией.
Скончался 27 апреля 1895 года в Москве, похоронен в Санкт-Петербурге на Никольском кладбище Александро-Невской лавры.

## Награды
Среди прочих наград Эртель имел ордена:
- Орден Святой Анны 2-й степени (1873 год)
- Орден Святого Владимира 4-й степени (1876 год)
- Золотая сабля с надписью «За храбрость» (8 декабря 1877 года)
- Орден Святого Владимира 3-й степени с мечами (1877 год)
- Орден Святого Станислава 1-й степени (1885 год)
- Орден Святой Анны 1-й степени (1892 год)